# Synchelidium intermedium
Synchelidium intermedium är en kräftdjursart som beskrevs av Georg Ossian Sars 1892. Synchelidium intermedium ingår i släktet Synchelidium, och familjen Oedicerotidae. Arten är reproducerande i Sverige.